# Plan solaire méditerranéen
 (octobre 2016).
 (mars 2015).

Pays potentiellement concernés par le Plan solaire méditerranéen : Membres de l'Union européenne (UE) et de l'Union pour la Méditerranée.

Le Plan Solaire Méditerranéen (PSM) est un projet de renforcement de la production énergétique solaire du pourtour de la Méditerranée (Maghreb et Moyen-Orient). S'inscrivant dans la démarche Trans-Mediterranean Renewable Energy Cooperation, il vise à produire et transporter, à des coûts globalement raisonnables de l'électricité en Afrique et, pour partie, vers l'Europe.
C'est un des grands projets de l'initiative d'Union Pour la Méditerranée (juillet 2008), le plus important en termes d'ampleur industrielle, parmi les 6 grands projets structurants qui sont : dépollution de la Méditerranée ; autoroutes de la mer ; programme méditerranéen de protection civile ; université euro-méditerranéenne ; initiative méditerranéenne de développement des entreprises.

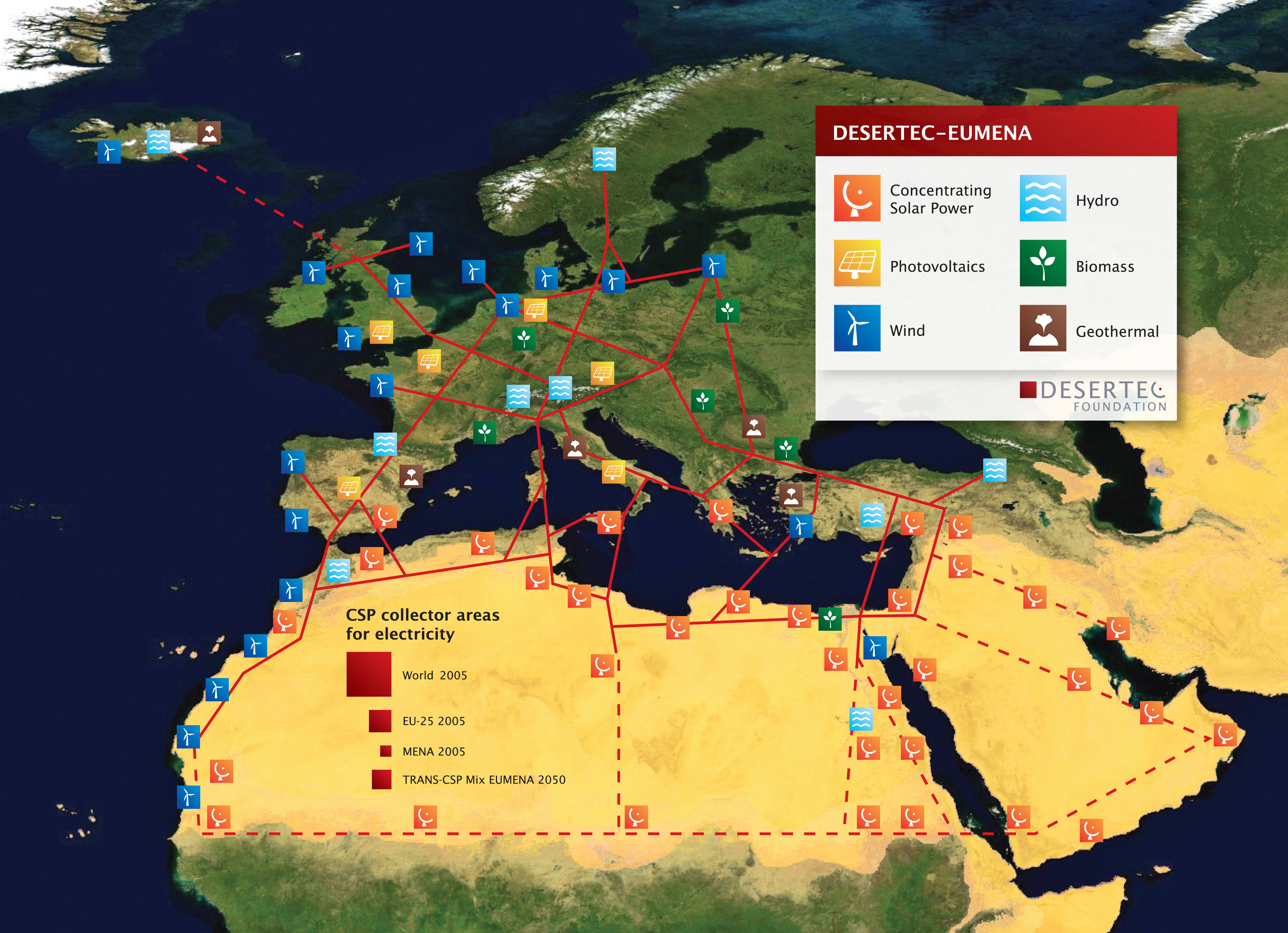
Projet schématique d'Euro-Supergrid avec une EU-MENA-Connection ; infrastructure possible pour un approvisionnement durable de puissance à l'EU-MENA (zone de coopération Europe (EU) - Moyen-Orient (ME) - Afrique du Nord (NA)) comme développé par Desertec

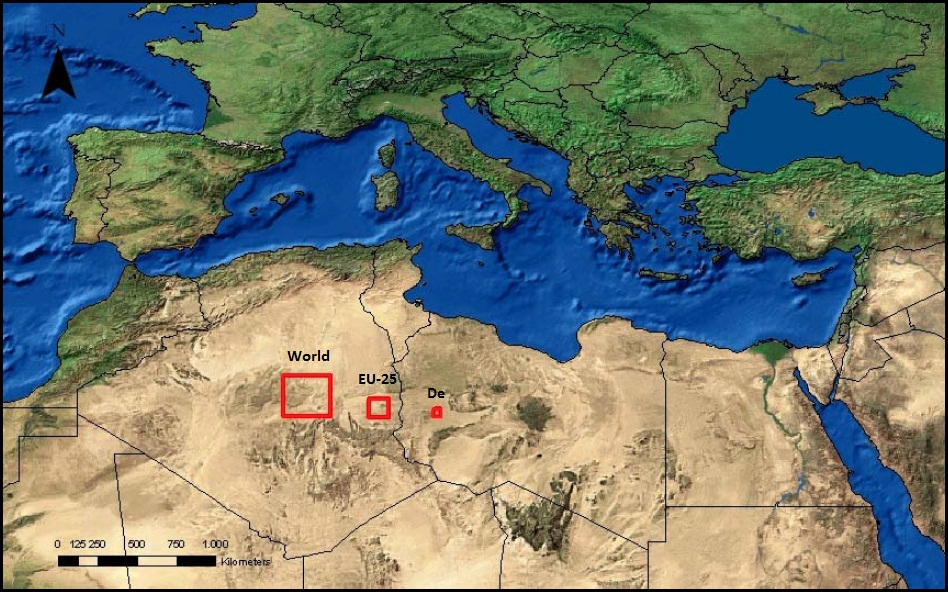
À titre d’illustration: Les carrés rouges représentent l'aire qui suffirait à des centrales thermiques solaires pour produire une quantité d'électricité consommé équivalente à celle qui est consommée aujourd'hui par le monde, par l’Europe (UE-25) et par l’Allemagne aujourd’hui (données fournies par le Centre aéronautique et spatial allemand (DLR), 2005)

.

## Histoire
- 2008 (13 juillet) : lancement par 43 États-membres de l'Union Pour la Méditerranée (UPM)
- 2008 : rédaction des objectifs du PSM
- 2009 (1er semestre) : lancement d'une étude de Master Plan visant à évaluer les ressources renouvelables énergétiques existantes et potentielles en vue de planifier la poursuite du projet
- 2009/2010 : phase test avec un « plan d’action immédiat » pilote, incluant des projets à lancer durant la présidence franco-égyptienne de l’UPM, pour éprouver la capacité de coopération réglementaires, financiers et institutionnels ;
- 2011 (24 novembre) : Première phase vers une concrétisation industrielle du plan, avec la signature à Bruxelles d'un accord entre deux acteurs majeurs du projet ;

1. Desertec Industry Initiative (Desertec) composé de nombreux acteurs allemands du secteur de l'énergie (dont Siemens, E.ON) et qui souhaite produire de l’électricité solaire et éolienne dans les déserts d’Afrique du Nord et du Moyen-Orient, afin de répondre à la fois à la demande locale et européenne.
2. Medgrid, qui associe des gestionnaires de transport d’électricité (ex : les français RTE EDF, Areva et Alstom qui doivent travailler à l'interconnexion sous-marine des réseaux entre les continents africain et européen, notamment via le détroit de Gibraltar.

## Objectifs
Promouvoir et développer cette énergie renouvelable et propre, pour réduire la dépendance énergétique de la région et des pays qui la composent, tout en limiter les émissions de gaz à effet de serre, avec :
1. des capacités additionnelles de production d'électricité bas carbone solaire, dans un total de 20 Gigawatt prévu à l'horizon 2020 (pouvant inclure d'autres renouvelables) ;
2. consommation locale et exportation d'une partie de la production vers l'Union Européenne
3. maîtrise de la demande d'énergie (MDE), efficience et efficacité énergétique pour tous les pays de la région (objectif : 20 % d’économies d’énergie en 2020 par rapport à 2005).

## Enjeux
- développement de la coopération euroméditerranéenne, dont administratives, technologique, industrielle et de R&D (Recherche et développement).
- Valorisation de conditions climatiques permettant une production solaire importante associée à des techniques de stockage de l’énergie (existante pour le solaire à concentration), pour usage en production électrique de base;
- création de nouvelles compétences et nouveaux marchés pour le solaire de grande ampleur et pour l'interconnexion électrique entre pays ;
- création d'emploi et de développement écologique, économique (avec avantages fiscaux et financiers liés aux économies de CO2) et social, avec transfert technologique ;
- diminution des contributions au changement climatique et de la dépendance au pétrole
- développement de nouvelles lignes haute-tension plus efficientes et interconnectées, nécessaires au développement mondial des énergies, propres, douces, sûres et renouvelables (éolien, solaire... en particulier)
- cadres législatifs et institutionnels plus cohérents et adaptés aux réseaux partagés supranationaux
- création d'un système incitatif et viable d'exportation d’électricité africain et du Sud et de l’Est de la Méditerranée vers l’Europe

## Parties prenantes
- États-membres de l’Union pour la Méditerranée, Union européenne (Cf. Paquet énergie-climat et objectif de développement soutenable, du 3x20, facteur 4, etc.). Ce projet a par exemple un fort soutien de l'Allemagne[3];
- Population, collectivités et entreprises concernées ;
- Acteurs de la protection de l'environnement et de la protection du climat ;
- Banques, pays et collectivités investisseurs (fonds publics et privés, tiers investisseurs, organisations financières bilatérales et/ou multilatérales),
- Experts, Agences concernées, ONG, société civile ;

## Motivation européenne
- Ce projet va dans le sens de la directive sur les énergies renouvelables permettant sous certaines conditions, que des États-membres de l’Union européenne, puissent importer de l'électricité issue d'énergies renouvelables à partir de pays voisins de l'Union européenne, pour satisfaire leurs objectifs nationaux en termes de développement des énergies renouvelables ;
- une boucle énergétique méditerranéenne était l'un des 6 projets prioritaires de sécurisation énergétique de l'Europe[4].

## Phasage
- 2011-2020 : Création d'infrastructures énergétiques renouvelables à grande échelle, avec recherche d'efficacité énergétique dans les pays concernés, afin de ne pas gaspiller cette énergie.